# Daniela Mercury (album)
Daniela Mercury è il primo album in studio da solista della cantante brasiliana Daniela Mercury, pubblicato nel 1991.

## Tracce
1. Swing da Cor (featuring Olodum) – 3:39 (Luciano Gomes)
2. Ninguém Atura – 3:24 (Roberto Mendes)
3. Milagres – 3:17 (Herbert Vianna)
4. Todo Canto Alegre – 3:22 (Carlinhos Brown)
5. Geléia Geral – 3:50 (Gilberto Gil, Torquato Neto)
6. Menino do Pelô (featuring Olodum) – 3:47 (Saul Barbosa, Gerônimo)
7. Todo Reggae – 3:35 (Rey Zulu, Cabral)
8. Vida É – 3:21 (Durval Lelys, Mercury)
9. Tudo de Novo – 3:38 (Marinho Assis, Mercury)
10. Doce Esperança – 3:50 (Mendes, J. Velloso)
11. Maravilhê – 2:49 (Dito)